# Rubus caninitergi
Rubus caninitergi är en rosväxtart som beskrevs av Heinrich E. Weber. Rubus caninitergi ingår i släktet rubusar, och familjen rosväxter. Inga underarter finns listade i Catalogue of Life.